# Don Francks
Don Francks est un acteur, chanteur et musicien de jazz canadien, né le 28 février 1932 à Vancouver (Colombie-Britannique) et mort le 3 avril 2016  à Toronto (Ontario).

## Filmographie
- 1954 : Burns Chuckwagon from the Stampede Corral (série télévisée) : Regular
- 1955 : Riding High (série télévisée) : Regular
- 1959 : Ivy League Killers : Andy
- 1959 : Long Shot (série télévisée)
- 1959 : R.C.M.P. (série télévisée) : Constable Bill Mitchell
- 1963 : Drylanders : Russel
- 1964 : Alexander Mackenzie: The Lord of the North : Alexander MacKenzie
- 1964 : Other Voices (série télévisée) : Host
- 1966 : Jericho (série télévisée) : Franklin Sheppard
- 1966 : Les Mystères de l'Ouest (The Wild Wild West), (série TV) - Saison 1 épisode 18, La Nuit orientale (The Night of the Grand Emir), de Irving J. Moore : T. Wiggett Jones
- 1968 : La Vallée du bonheur (Finian's Rainbow) : Woody Mahoney
- 1968 : MisteRogers' Neighborhood (série télévisée) : Mr. Anybody (1968-1970)
- 1969 : Le Virginien (TV) : saison 7 épisode 20 (The land dreamer) : Jack et Caleb Welles
- 1971 : John McCabe (McCabe & Mrs. Miller) de Robert Altman : Buffalo
- 1974 : Drylanders Episode 1
- 1977 : Flashpoint
- 1978 : Drying Up the Streets : Peter Brennan
- 1978: Au temps de la guerre des étoiles: Boba Fett
- 1979 : Fast Company : Elder
- 1979 : Riel (TV) : Ouellette
- 1979 : Fish Hawk : Deut Boggs
- 1979 : Summer's Children : Albert
- 1980 : The Phoenix Team (série télévisée) : David Brook
- 1981 : Meurtres à la St-Valentin (My Bloody Valentine) : Chief Jake Newby
- 1981 : Métal hurlant (Heavy Metal) : Grimaldi / Copilote / Barbarian (voix)
- 1982 : 984: Prisoner of the Future (TV) : The Warden
- 1983 : Rock & Rule : Mok (voix)
- 1984 : Countdown to Looking Glass (TV) : Don Geller
- 1985 : Droids (série télévisée) (voix)
- 1985 : Mort par ordinateur (Terminal Choice) : Chauncy Rand
- 1985 : Ewoks (série télévisée) : Umwak, Dulok Shaman (1985-1986) (voix)
- 1986 : Madballs: Escape from Orb! (vidéo) : Wolf Breath (voix)
- 1987 : Starcom: The U.S. Space Force (série télévisée) : Adm. Franklin Brinkley (Starcom Commander) (voix)
- 1987 : Captain Power et les soldats du futur ("Captain Power and the Soldiers of the Future") (série télévisée) : Lacchi (voix)
- 1987 : La Gagne (The Big Town) : Carl Hooker
- 1988 : Hot Paint (TV) : Don Spatulo
- 1988 : AlfTales (série télévisée) : Additional Voices (voix)
- 1988 : The Christmas Wife (TV) : Social Arranger
- 1990 : Labor of Love (TV)
- 1990 : Top Cops (série télévisée) : Announcer
- 1990 : On Thin Ice: The Tai Babilonia Story (TV)
- 1991 : Swamp Thing (série télévisée) : Dr Arcane
- 1991 : Pour le meilleur et pour le rire (Married to It) de Arthur Hiller : Sol Chamberlain
- 1992 : The Trial of Red Riding Hood (TV) : Singer
- 1992 : New York, alerte à la peste (Quiet Killer) (TV) : Dr Martin
- 1993 : The Diviners (TV) : Royland
- 1993 : Cadillacs et Dinosaures (Cadillacs and Dinosaurs) (série télévisée) : Girth / Hobbs (voix)
- 1994 : Paint Cans : Maitland Burns
- 1994 : Blauvogel (feuilleton TV) : Captain Savard
- 1994 : Small Gifts (TV) : Peter
- 1994 : Madonna: Innocence Lost (TV) : Jerome Kirkland
- 1995 : Suspicion (A Vow to Kill) (TV) : Smithford
- 1995 : Johnny Mnemonic : Hooky
- 1995 : The Possession of Michael D. (TV) : Marcel
- 1995 : Au bénéfice du doute (Degree of Guilt) (TV) : Johnny Moore
- 1996 : La Mort en héritage (The Conspiracy of Fear) (TV) : Norman
- 1996 : Heck's Way Home (TV) : Red
- 1996 : The Deliverance of Elaine (TV) : Hector
- 1996 : Captive Heart: The James Mink Story (TV) : Risser
- 1996 : First Degree (vidéo) : Lou Matlin
- 1996 : Seule contre tous (Hostile Advances: The Kerry Ellison Story) (TV) : Marty
- 1996 : Chair de poule (Goosebumps) (TV) : L'érmite du marécage (2 épisodes)
- 1996 : Harriet la petite espionne (Harriet the Spy) : Harrison Withers
- 1996 : Bogus : Dr Surprise
- 1997 - 2001 : La Femme Nikita (série télévisée) : Walter
- 1997 : A Prayer in the Dark (TV) : Ken
- 1998 : Mr. Music (TV) : Zal Adamchyk
- 1998 : Silver Surfer (série télévisée) : Kalok (voix)
- 1998 : Le Dernier Templier (The Minion) : Michael Baer
- 1998 : Malin comme un singe (Summer of the Monkeys) : Bayliss Hatcher
- 1999 : Dinner at Fred's : Gus
- 1999 : Inspector Gadget: Gadget's Greatest Gadgets (vidéo) : King (segment "Prince of the Gypsies")
- 2002 : A Killing Spring (TV) : Lou Massey
- 2002 : My Name Is Tanino : Chinawsky
- 2003 : The Last Chapter II: The War Continues (feuilleton TV) : President Stanz
- 2003 : My Dad the Rock Star (série télévisée) : Skunk (voix)
- 2005 : Lie with Me : Joshua
- 2013 : Hemlock Grove (série télévisée) : Nicolae Rumancek